# Ebbe Schwartz
Ebbe Schwartz (ur. 3 maja 1901, zm. 19 października 1964 w Waikīkī Beach) – duński działacz sportowy, pierwszy prezydent UEFA.
Od 1950 stał na czele Duńskiego Związku Piłki Nożnej (Dansk Boldspil-Union). W czerwcu 1954 uczestniczył w pracach założycielskich UEFA i jako kandydat kompromisowy został wybrany na pierwszego prezydenta. Pełnił funkcję przez osiem lat. W tym okresie przyczynił się do zorganizowania pierwszej edycji Pucharu Europejskich Mistrzów Krajowych oraz pierwszych mistrzostw Europy. 
W 1962 został wiceprezydentem federacji światowej FIFA, a na czele UEFA zastąpił go Szwajcar Gustav Wiederkehr. Wchodził w skład komitetu organizacyjnego finałów Mistrzostw Świata 1966, ale na dwa lata przed turniejem zmarł nagle na Hawajach, w czasie powrotu z kongresu FIFA w Tokio.